# Maszyna samoreplikująca

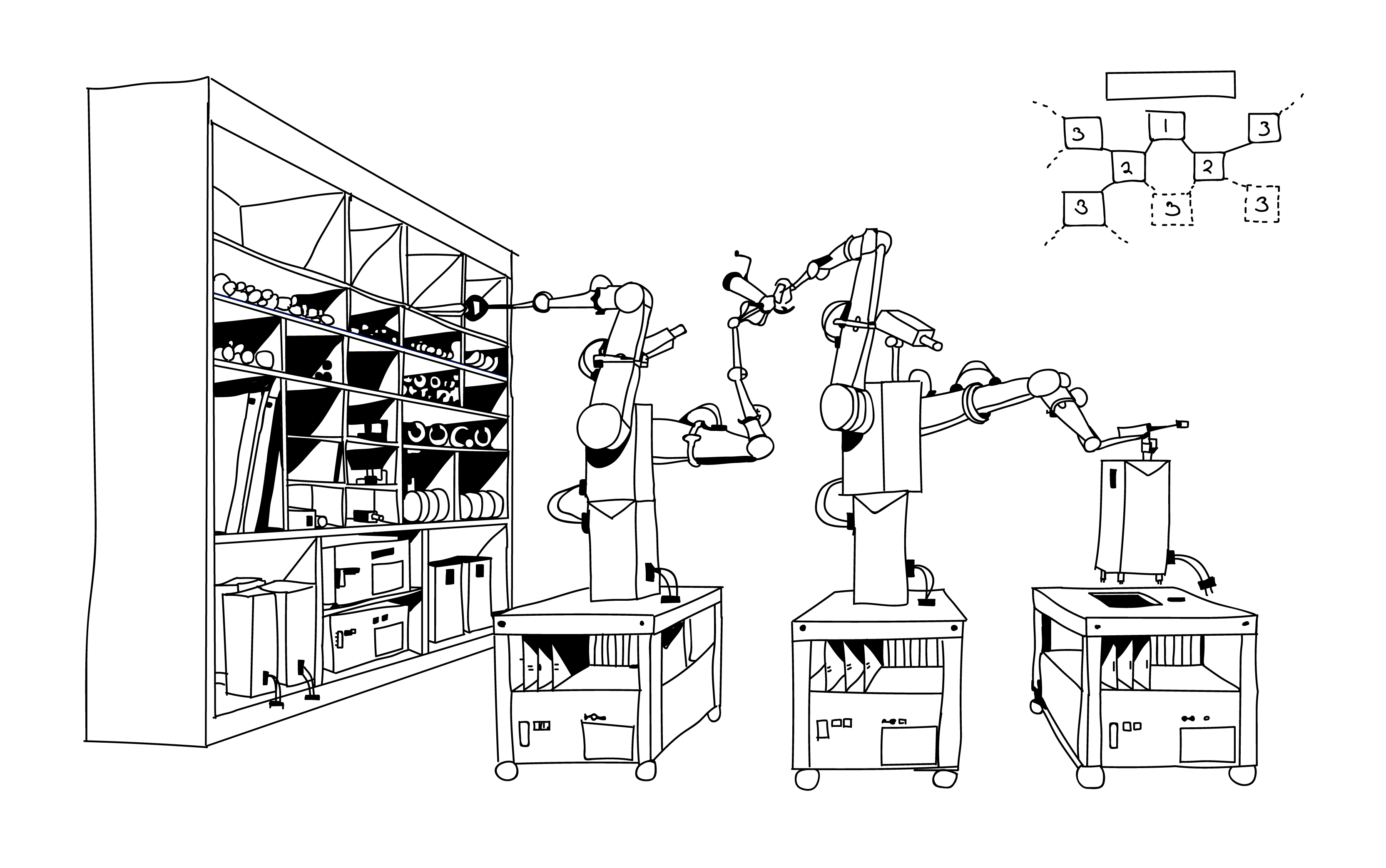
Robot budujący swoją kopię

Maszyna samoreplikująca – hipotetyczne urządzenie zdolne do wyprodukowania własnej kopii z powszechnie dostępnych materiałów. Możliwość jego skonstruowania rozważali, między innymi Homer Jacobsen, Edward F. Moore, Freeman Dyson, John von Neumann i K. Eric Drexler. Przykładową realizacją takiego urządzenia byłaby sonda von Neumanna. Odgrywałyby one ważną rolę w tworzeniu przyszłej infrastruktury w kosmosie i wydobywaniu surowców z planetoid. Motyw takich maszyn pojawia się często w fantastyce. Przykładami filmów w których odrywają kluczową rolę, są serie Terminator i Matrix.

## Założenia
Maszyna samoreplikująca musiałaby mieć możliwość uzyskiwania energii i surowców ze środowiska, przetwarzania surowców w swoje elementy, a następnie montowania z tych elementów swoich kopii. Zwykle zakłada się, że zadania te łatwiej mogłyby zostać wykonane przez zestaw współpracujących urządzeń niż przez jedną, monolityczną maszynę.
Przykładowo zestaw taki mógłby zawierać fabrykę produkującą roboty górnicze, konstrukcyjne i naprawcze, realizujące poszczególne etapy kopiowania według założonego programu. System taki mógłby bez żadnej ingerencji człowieka, mając wystarczającą ilość surowców, wyprodukować z czasem dowolną liczbę swoich kopii. Oznaczałoby to potencjalnie możliwość uzyskania za pomocą jednorazowej inwestycji dowolnie dużych mocy produkcyjnych. Jednocześnie zasada jego działania nie jest sprzeczna z żadnymi prawami fizyki. W praktyce wszystkie żywe organizmy realizują podobny proces. Choć żywe organizmy są znacznie bardziej skomplikowane od współczesnych maszyn, jesteśmy w stanie realizować proste systemy tego typu przy użyciu współczesnej technologii.

## Projekt RepRap
Metody rapid prototyping umożliwiają łatwe tworzenie mechanicznych i elektronicznych części różnych urządzeń. Dlatego są traktowane jako obiecujący obszar badań nad samoreplikującymi urządzeniami.
W 2005 roku, Adrian Bowyer rozpoczął projekt RepRap, mający na celu opracownanie urządzenia prototypującego mogącego wytworzyć większość własnych części, co znacznie zmniejszyłoby jego koszt. Architektura i kod oprogramowania jest w tym projekcie udostępniana na licencji GNU GPL.
RepRap wytwarza swoje plastikowe elementy przez osadzanie topionego materiału. Inne elementy, takie jak silniki i elektronika, muszą być dostarczone z zewnątrz. W 2006 roku opracowano działający prototyp tego urządzenia.

## Inne badania
- Do tej pory przyznano wiele patentów dotyczących samoreplikujących urządzeń. Przykładowymi są: Autogeneric system (Marzec 1988), Self reproducing fundamental fabricating machines (F-Units) (Sierpień 1997), Self reproducing fundamental fabricating machine system (Czerwiec 1998) i Method and system for self-replicating manufacturing stations (Styczeń 2003).

- Samoreplikujące nanomaszyny są dokładnie omawiane w książce Erica Drexlera Engines of Creation[2].

- W 1995 roku, Nick Szabo postawił wyzwanie wyprodukowania makroskopowego replikatora z odpowiedniego zestawu klocków Lego[3]. Pomimo stosunkowej łatwości konstruowania robotów z takich klocków, zgodnie z przewidywaniami autora, w ciągu 10 lat nie udało się nikomu wykonać tego zadania.

- W 2004 roku, Robert Freitas i Ralph Merkle opublikowali przeglądową pracę Kinematic Self-Replicating Machines[4] dotyczącą badań nad samoreplikacją maszyn. Bibliografia tej pracy obejmuje ponad 3000 pozycji.